# Theodor Schokker
Theodor Willem Schokker (Amsterdam, 21 februari 1933) is een Nederlands sociaal betrokken beeldhouwer, en sinds 2005 voorzitter van de Beroepsvereniging van Beeldende Kunstenaars (BBK)
Schokker maakt abstracte beelden, waarbij niet de vorm maar nauwelijks zichtbare gebeurtenissen in de natuur bepalend zijn. Hij noemt zijn werk fysioplastisch, steunend op het waargenomene.
Schokker is geboren en getogen in Amsterdam, waar hij ook enige kunstopleiding volgde. Hij werkt vanuit een atelier in de Amsterdamse Jordaan.
In het beroepsveld zet Schokker zich al lange tijd in voor goede sociale regelingen en betaalbare ateliers voor het beroepsveld van kunstenaars. Om die eis kracht bij te zetten, organiseerde hij in jaren 70 en 80 met medestanders bezettingen van het Rijksmuseum en Stedelijk museum in Amsterdam.

## Exposities
- 1977. De beeldende kunstenaars regeling, Museum Fodor Amsterdam[3]
- 1979. Wij tegen de neutronenbom. RAI Amsterdam.[4]
- 1984. Solo-expositie. Den Gulden Fonteyn, Amsterdam."[5]
- 1990. Beroep: Kunstenaar, Rijksmuseum Twenthe, Enschede[3]